# Pterocalla amazonica
Pterocalla amazonica är en tvåvingeart som beskrevs av Hernandez och Arias 1989. Pterocalla amazonica ingår i släktet Pterocalla och familjen fläckflugor.
Artens utbredningsområde är Peru. Inga underarter finns listade i Catalogue of Life.